# Bat for Lashes
Bat for Lashes vlastním jménem Natasha Khan (* 25. října 1979 Londýn) je britská zpěvačka, multiinstrumentalistka, hudební skladatelka a producentka. Její matka byla Angličanka, zatímco otec pocházel z Pákistánu. Jejím bratrancem je Jahangir Khan, mistr světa ve squashi. Své první album Fur and Gold vydala v září 2006 a byla za něj nominována na cenu Mercury Prize. Druhé album Two Suns následovalo v dubnu 2009 a opět bylo nominováno na Mercury Prize, opět neúspěšně. Následovala alba The Haunted Man (2012) a The Bride (2016). V roce 2015 natočila album Sexwitch se členy kapely Toy.

## Diskografie
- Fur and Gold (2006)
- Two Suns (2009)
- The Haunted Man (2012)
- The Bride (2016)
- Lost Girls (2019)